# Mohoidae
Pour la limite géologique, voir Moho.
Famille
Les Mohoidae (ou mohoidés) sont une famille éteinte de passereaux constituée des genres Moho et Chaetoptila. Les membres de ce genre sont appelés mohos, ou ‘Ō‘ō en hawaïen.
Leur plumage est d'un noir profond brillant, certaines espèces présentaient des touffes axillaires jaunes et des plumes noires. La plupart de ces espèces ont disparu par suite de la perte de leur habitat naturel et de la surchasse, leurs plumes étaient recherchées pour la réalisation de somptueuses robes et de capes de cérémonies. Le Moho de Kauai, la dernière espèce survivante du genre, a probablement disparu, victime du paludisme aviaire.
On croyait ces oiseaux proches des méliphagidés australiens. De manière surprenante, une étude de 2008 les révèle apparentés aux Ptilogonatidae (Fleischer et al. 2008).

## Taxinomie

### Liste des genres
- †Chaetoptila
- †Moho

### Liste des espèces
D'après la classification de référence (version 3.1, 2012) du Congrès ornithologique international (ordre phylogénique) :
- †Chaetoptila angustipluma – Kioéa d'Hawaï
- †Moho braccatus – Moho de Kauai
- †Moho apicalis – Moho d'Oahu
- †Moho bishopi – Moho de Bishop
- †Moho nobilis – Moho d'Hawaï

## Extinction des espèces
Toutes les espèces de cette famille sont éteintes. Le Moho d'Oahu (Moho apicalis) s'est éteint aux alentours de 1837 ; le Moho de Bishop (Moho bishopi), vers 1904 ; le Moho d'Hawaï (Moho nobilis) vers l'année 1934 ; le Moho de Kauai (Moho braccatus), aux alentours de 1987 ; le Kioéa d'Hawaï (Chaetoptila angustipluma) au milieu du XVIIIe siècle.